# Virginia Mayhew
Virginia Mayhew (* 14. Mai 1959 in San Francisco, Kalifornien) ist eine US-amerikanische Tenorsaxophonistin, Komponistin und Arrangeurin des  Modern Jazz.

## Leben und Wirken
Mayhew ist seit 1987 in der New Yorker Musikszene aktiv. Sie studierte an der New School und spielte mehrere Jahre in der Gruppe von  Al Grey und mit Claudio Roditi. Als Musikerin und Arrangeurin arbeitete sie auch mit Sahib Shihab, dem Diva Jazz Orchestra, Earl Fatha Hines, Cab Calloway, Frank Zappa, James Brown, Norman Simmons, Junior Mance, Toshiko Akiyoshi, Doc Cheatham, Joe Williams, Clark Terry, Chico O’Farrill, Ursel Schlicht und Nnenna Freelon. Sie leitet ein eigenes Septett und tourte mehrfach durch Asien und Osteuropa. Sie ist musikalische Leiterin des Duke Ellington Legacy Ensemble unter Leitung von Edward Kennedy Ellington II. Mayhew legte 2011 ein Tributalbum an Mary Lou Williams vor, das sie 2014 mit ihrem Quintett auf dem WDR 3 Jazz Festival vorstellte.
2009 wurde sie vom Down Beat als Rising Star ausgezeichnet.

## Diskographische Hinweise
- It’s About Time (Philology, 1990) mit Rebecca Franks, Larry Goldings, Kevin Hays, Sean Smith, Andy Eulau, Leon Parker
- Nini Green (Chiaroscuro Records, 1997), mit Ingrid Jensen, Kenny Barron, Harvie Swartz, Adam Cruz, Leon Parker
- Phantoms (Renma, 2003), mit Kenny Wessel, Harvie S, Victor Jones
- Sandan Shuffle (Renma, 2006), mit Kenny Wessel, Harvie S, Victor Jones
- A Simple Thank You (Renma, 2008), mit Harvie Swartz, Lisa Parrott, Ingrid Jensen
- Duke Ellington Legacy: Thank You Uncle Edward (2008), mit u. a. Joe Temperley und Wycliffe Gordon
- Mary Lou Williams: The Next 100 Years (Renma, 2011), Wycliffe Gordon, Ed Cherry, Harvie Swartz, Andy Watson
- Duke Ellington Legacy: Single Petal of a Rose (Renma, 2012), mit u. a. Houston Person